# Балаганская пещера
Балаганская пещера — затопленная пещера на территории Балаганского района Иркутской области, недалеко от села Мельхитуй.

## Географическое положение
Пещера располагалась в 10 километрах юго-западнее посёлка Балаганск, ныне затопленного, в 3 километрах от левого берега старого русла реки Ангара, на правом склоне Мельхитуйской пади (бур. мульһэтэ жалга).

## Происхождение названия
Буряты называли пещеру Мельхитуйская. В переводе с бурятского мульһэтэ означает ледяной, что соответствовало физико-географическим характеристикам пещеры.

## Описание
Балаганская пещера была открыта учёными примерно в 1850-х годах. Она представляла собой типичный пример карстового явления. Пещера была образована в результате очень длительного процесса растворения водой пластов серого гипса, залегающих в толще доломитов. Вход в пещеру имел высоту больше человеческого роста, туда мог проехать даже грузовой автомобиль. Галереи пещеры, образованные на месте трещин в горной породе, имели различное направление, высоту и ширину. Они располагались в несколько сообщающихся между собой этажей. Длина всех ходов пещеры, доступных для исследования, до затопления составляла около километра, хотя общая её длина была гораздо больше. Высота отдельных залов колебалась от 8 до 15 метров.

В глубине пещеры своды и стены галерей были густо покрыты инеем и ледяными кристаллами, которые, свисая красивыми гирляндами, чудесно сверкают при свете фонаря. Из кристаллов часто образовывались друзы в форме «хрустальных» розеток. Иногда встречались наплывы льда, покрывавшие пол пещеры. Со стен пещеры в большом количестве свисали ледяные сосульки (сталактиты) разнообразной формы.
Экспедицией Московского государственного университета в одном из гротов пещеры были обнаружены озеро небольших размеров, сталактиты и сталагмиты, состоящие, в основном, изо льда. Ледяные образования присутствовали и в передней части пещеры. Температура воздуха в пещере была ниже нуля. По данным, полученным от карстового отряда Восточно-Сибирской экспедиции Московского университета (под руководством профессора Николая Гвоздецкого), в большей части галерей пещеры, в сводах которых присутствовали ледяные кристаллы, а на дне ледяной покров, температура воздуха составляла, как правило, — 2 или — 1° по Цельсию. В одной из галерей в глубине Балаганской пещеры была зарегистрирована температура выше нуля (до + 2°), ледяные образования там отсутствовали. Температура наружного воздуха во время наблюдений в пещере (8 сентября, днем) составляла + 18,4° по Цельсию.
В пещере обнаружены кости различных животных. По данным академика Владимира Обручева, останки фауны Балаганской пещеры были примечательны тем, что в составе её были типичные обитатели лесов: медведь, благородный олень, косуля; в то время как в настоящий момент эта местность представляет собой степь.
Балаганская пещера являлась ценнейшим природным объектом для науки. По мнению профессора Н. А. Гвоздецкого, по своей красоте Балаганская пещера превосходила Кунгурскую. В 1950-х годах планировалось признать Балаганскую пещеру заповедной. Историк и археолог Павел Хороших считал, что: 

По своей величине и большому научному интересу Балаганская пещера заслуживает того, чтобы быть признанной заповедным объектом.
Рядом с Балаганской пещерой находилась ещё одна пещера, значительно уступавшая Балаганской по размеру. Вход в неё находился в Мельхитуйской пади, рядом с основным входом в Балаганскую пещеру. Данная пещера представляла собой тип холодной мешкообразной полости, опускающейся, хотя и довольно полого, от входа вглубь. Там также присутствовали ледяные образования.
До заполнения Братского водохранилища пещера была популярным местом у туристов.
Небольшие пещеры-ниши встречались также в выходах красно-бурого песчаника по левому берегу реки Унга в районе старого Балаганска. В железный век в этих пещерах проживали древние люди. Во многих из них на поверхности пола обнаруживались железные наконечники стрел, костяные шилья, серые толстостенные черепки глиняной посуды, кости быка и лошади. Однако, раскопки там так и не были проведены. Предполагается, что в этих пещерах могли жить курыканы.
В 1961 году было закончено строительство плотины Братской ГЭС, и к 1967 году образовалось Братское водохранилище. Балаганская ледяная пещера была практически полностью затоплена его водами.

## Хозяйственное использование
Местные жители использовали пещеру для хранения быстропортящихся продуктов (в качестве морозильника).

## Современное состояние
В настоящее время попасть в небольшой незатопленный участок Балаганской пещеры можно через невысокий грот в естественной горной выемке крутого берега залива напротив населённого пункта Мельхитуй. Однако, сделать это возможно только при помощи акваланга, так как тоннель сразу резко уходит вглубь.
В настоящее время в местности, где располагалась пещера, проявляются карстовые явления: провалы в земле. Местные жители описывают их как 

ямы в земле идеально круглой формы, с совершенно ровными вертикальными стенами, диаметром до двадцати метров и глубиной около пятнадцати.
 Вероятнее всего, они образовались в результате обрушения залов Балаганской пещеры. По мнению учёных, негативное влияние на пещеру оказывает постоянное изменение уровня воды в Братском водохранилище по причине регулярных сбросов воды на ГЭС, в результате которых вода подмывает стены пещеры, в результате чего происходит обрушение.
В связи с плохой изученностью географии пещеры неизвестно, где могут происходить подобные провалы в будущем. Не исключено, что от карстовых процессов могут пострадать жители соседних населённых пунктов. Летом 2024 года в такой провал на поле около деревни Мельхитуй провалился комбайн, водитель погиб.